# Siebenschläferkapelle (Stegaurach)

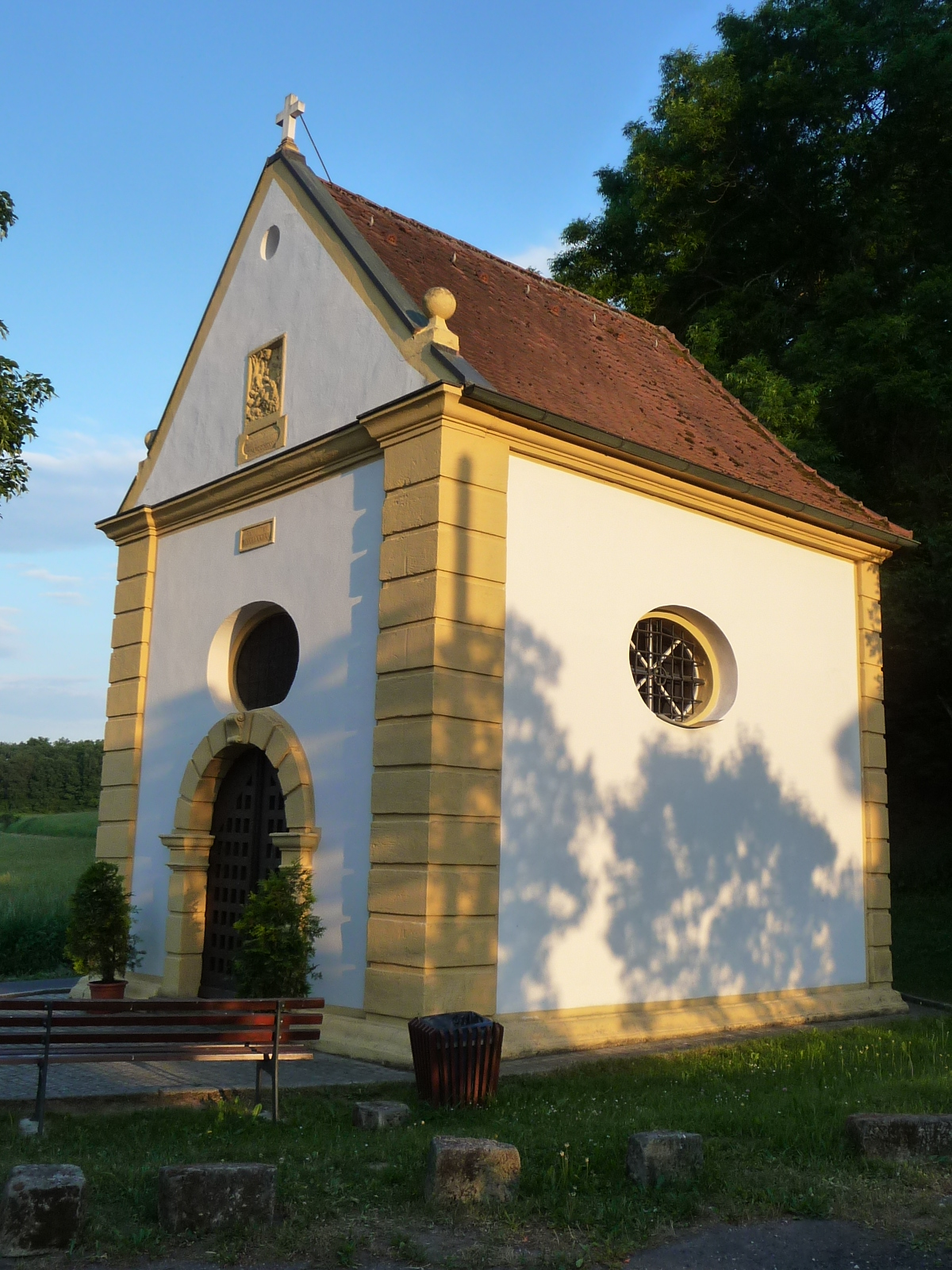
Siebenschläferkapelle (Stegaurach)

Die römisch-katholische Siebenschläferkapelle steht in Stegaurach, einer Gemeinde im oberfränkischen Landkreis Bamberg in Bayern. Das Patrozinium erinnert an die Sieben Schläfer von Ephesus. Das denkmalgeschützte Gotteshaus entstand Ende des 17. Jahrhunderts. Die Kapelle gehört zum Seelsorgebereich Main-Aurach im Dekanat Bamberg des Erzbistums Bamberg.

## Beschreibung
Um 1600 wurde am südlichen Ortsausgang von Stegaurach eine Holzkapelle errichtet, die der Bamberger Baumeister Bonaventura Rauscher 1696 durch einen massiven Satteldachbau ersetzte. Die Saalkirche hat ein mit gequaderten Lisenen an den Ecken verziertes, verputztes Langhaus aus einem Joch und ist im Süden dreiseitig geschlossen. In der Nordfassade befindet sich das Portal. Darüber ist im Giebel ein Relief vorhanden. Zur Kirchenausstattung gehört ein steinerner Altar.